# Ochrodota
Ochrodota is een geslacht van vlinders van de familie spinneruilen (Erebidae), uit de onderfamilie Arctiinae.

## Soorten
- O. affinis Rothschild, 1909
- O. atra Rothschild, 1909
- O. brunnescens Rothschild, 1909
- O. constellata Dognin, 1909
- O. funebris Rothschild, 1909
- O. marina Schaus, 1910
- O. pronapides Druce, 1894
- O. similis Rothschild, 1909
- O. tessellata Rothschild, 1909